# Argyrosaurus superbus
L'Argirosaurus (Argyrosaurus superbus) è un grande dinosauro erbivoro vissuto nel Cretaceo superiore in Argentina (il nome significa infatti "lucertola d'argento", con riferimento all'Argentina).

## Caratteristiche

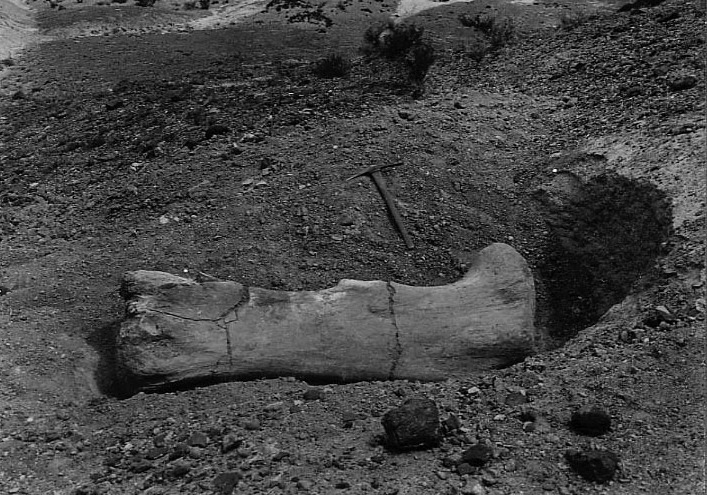
Femore di Argyrosaurus durante la scavo di ritrovamento

Questo dinosauro è stato uno dei primi dinosauri sudamericani ad essere stato descritto scientificamente: Lydekker, nel 1893, studiò le enormi ossa delle zampe di questo grande animale e lo classificò tra i sauropodi, gli immensi erbivori dal collo e dalla coda lunghissimi, definendo la specie tipo, Argyrosaurus superbus.
La descrizione del genere fu basata principalmente su un enorme arto anteriore sinistro, l'olotipo MLP 77-V-29-1. Dopo di allora sono stati trovati altri reperti, tra cui altre componenti degli arti anteriori, una clavicola, un osso pubico, alcuni femori, alcune vertebre posteriori e della coda che sono stati ascritti allo stesso genere.
Attualmente l'argirosauro è considerato un membro del gruppo dei titanosauri, particolari sauropodi la cui maggiore diffusione si ebbe nel Cretaceo superiore, quando tutte le altre famiglie del gruppo erano in declino. A causa dell'estrema frammentarietà dei resti di questo animale, però, poco altro ci è dato di sapere: sicuramente era un dinosauro enorme, lungo forse 30 metri e pesante 80 tonnellate o più, ma le ricostruzioni si devono basare su altri dinosauri più noti (ad esempio Argentinosaurus, ancora più grande ma coevo e forse strettamente imparentato).